# Österreichische Fußballmeisterschaft 1921/22
Die Österreichische Fußballmeisterschaft 1921/22 wurde vom Niederösterreichischen Fußball-Verband ausgerichtet und von dessen Mitgliedern bestritten. Als Unterbau zur Ersten Klasse diente die zweigleisig geführte Zweite Klasse. Zudem wurden von weiteren Bundeslandverbänden Landesmeisterschaften in unterschiedlichen Modi ausgerichtet.

## Erste Leistungsstufe – Erste Klasse (NFV)

### Allgemeines
Die Meisterschaft in der Ersten Klasse wurde von 13 Mannschaften bestritten, die während des gesamten Spieljahres je zweimal aufeinander trafen. Österreichischer Fußballmeister wurde der Sport-Club, der seinen ersten Meistertitel gewann.
Mit dem FC Ostmark musste der Tabellenletzte in die Zweite Klasse absteigen, er wurde durch Zweitligameister WAC in der kommenden Saison ersetzt.

### Abschlusstabelle
| Pl.                                                          | Verein                | Sp. | S  | U | N  | Tore    | Quote | Punkte |
| ------------------------------------------------------------ | --------------------- | --- | -- | - | -- | ------- | ----- | ------ |
| 1.                                                           | Wiener Sport-Club     | 24  | 15 | 4 | 5  | 045:240 | 1,88  | 34     |
| 2.                                                           | SC Hakoah Wien        | 24  | 12 | 8 | 4  | 048:320 | 1,50  | 32     |
| 3.                                                           | SK Rapid Wien (M)     | 24  | 14 | 3 | 7  | 072:460 | 1,57  | 31     |
| 4.                                                           | Wiener Amateur-SV (C) | 24  | 13 | 3 | 8  | 059:390 | 1,51  | 29     |
| 5.                                                           | SC Wacker Wien        | 24  | 11 | 4 | 9  | 038:350 | 1,09  | 26     |
| 6.                                                           | ASV Hertha Wien       | 24  | 9  | 5 | 10 | 034:410 | 0,83  | 23     |
| 7.                                                           | Wiener Association FC | 24  | 9  | 3 | 12 | 038:520 | 0,73  | 21     |
| 8.                                                           | First Vienna FC 1894  | 24  | 8  | 4 | 12 | 044:470 | 0,94  | 20     |
| 9.                                                           | SK Admira Wien        | 24  | 8  | 4 | 12 | 045:620 | 0,73  | 20     |
| 10.                                                          | Floridsdorfer AC      | 24  | 7  | 6 | 11 | 047:520 | 0,90  | 20     |
| 11.                                                          | SpC Rudolfshügel      | 24  | 6  | 8 | 10 | 033:370 | 0,89  | 20     |
| 12.                                                          | 1. Simmeringer SC     | 24  | 7  | 5 | 12 | 038:520 | 0,73  | 19     |
| 13.                                                          | FC Ostmark Wien (N)   | 24  | 6  | 5 | 13 | 032:540 | 0,59  | 17     |
| Stand: Endstand. Quelle: Austria Soccer, Rapid-Archiv, RSSSF |                       |     |    |   |    |         |       |        |

| (M) | Österreichischer Meister 1920/21          |
| (C) | Niederösterreichischer-Cup-Sieger 1920/21 |
| (N) | Neuaufsteiger der Saison 1920/21          |

Aufsteiger
- Zweite Klasse: Wiener AC

### Torschützenliste
| Pl.                    | Tore    | Spieler         | Verein           |
| ---------------------- | ------- | --------------- | ---------------- |
| 1.                     | 21 Tore | Richard Kuthan  | SK Rapid Wien    |
| 2.                     | 20 Tore | Josef Hofbauer  | FC Ostmark Wien  |
|                        | 18 Tore | Josef Uridil    | SK Rapid Wien    |
| 4.                     | 16 Tore | Karl Jiszda     | Floridsdorfer AC |
|                        | 15 Tore | Josef Sylvester | SK Admira Wien   |
| Quelle: Austria Soccer |         |                 |                  |

siehe auch Liste der besten Torschützen Österreichs

### Die Meistermannschaft
| Wiener Sport-Club |
| Eduard Kanhäuser (24) – Richard Beer (24), Josef Teufel (18), August Braunsteiner (1), Franz Plank (22), Franz Lowak (24/2), Karl Zankl (14/1), Josef Patzak (2), Franz Wunsch (18/3), Hans Kanhäuser (20/13), Karl Kanhäuser (24/5), Anton Powolny (8/4), Wilhelm Pammer (9/7), Leopold Giebisch (23/3), Hergeth (10/5), Scheidl (9/9), Johann Schrattenbach (7), Karl Bauer (5), Johann Baar (4/1) Anmerkung: Einsatzstatistik in Klammern (Spiele/Tore) |
| Quelle: Austria Soccer |

## Zweite Leistungsstufe – Zweite Klasse (NFV)

### Allgemeines
In der Zweiten Klasse spielten insgesamt 14 Mannschaften um den Aufstieg in die Erste Klasse, die während des gesamten Spieljahres je zweimal aufeinander trafen. Der Meister WAC konnte durch den Gewinn der Leistungsstufe aufsteigen; da die Zweite Klasse in der folgenden Saison aus zwei Staffeln aus je 11 Mannschaften bestand, konnte alle Vereine in dieser Leistungsstufe verbleiben. Hinzu kamen mit SV Donau Wien, Favoritner FK Sturm, SV Straßenbahn Wien, SC Baumgarten, SC Bewegung XX, SC Phönizia Wien, SC Neubau, SC Nicholson Wien gleich acht Aufsteiger in der kommenden Saison. Die im letzten Jahre gebildete Spielgemeinschaft der Wiener Sportfreunde mit dem Ottakringer SC wurde wieder aufgelöst.

### Abschlusstabelle
| Pl.                                            | Verein                           | Sp. | S  | U | N  | Tore    | Quote | Punkte |
| ---------------------------------------------- | -------------------------------- | --- | -- | - | -- | ------- | ----- | ------ |
| 1.                                             | Wiener AC (A)                    | 26  | 20 | 2 | 4  | 098:280 | 3,50  | 42     |
| 2.                                             | SC Germania Schwechat            | 26  | 19 | 4 | 3  | 057:210 | 2,71  | 42     |
| 3.                                             | SK Slovan Wien                   | 26  | 19 | 4 | 3  | 093:370 | 2,51  | 42     |
| 4.                                             | Gersthofer SV (N)                | 26  | 16 | 3 | 7  | 061:440 | 1,39  | 35     |
| 5.                                             | SC Donaustadt                    | 26  | 12 | 4 | 10 | 048:430 | 1,12  | 28     |
| 6.                                             | Simmeringer SV (N)               | 26  | 10 | 4 | 12 | 044:460 | 0,96  | 24     |
| 7.                                             | Wiener Bewegungsspieler          | 26  | 10 | 3 | 13 | 031:450 | 0,69  | 23     |
| 8.                                             | SC Red Star Wien                 | 26  | 10 | 2 | 14 | 058:590 | 0,98  | 22     |
| 9.                                             | SC Sturm 1914 (N)                | 26  | 9  | 4 | 13 | 044:610 | 0,72  | 22     |
| 10.                                            | Vienna Cricket and Football-Club | 26  | 8  | 6 | 12 | 044:540 | 0,81  | 22     |
| 11.                                            | Wiener Sportfreunde ZK1          | 26  | 6  | 7 | 13 | 046:630 | 0,73  | 19     |
| 12.                                            | Nußdorfer AC                     | 26  | 6  | 5 | 15 | 036:710 | 0,51  | 17     |
| 13.                                            | Rennweger SV 1901                | 26  | 4  | 7 | 15 | 023:540 | 0,43  | 15     |
| 14.                                            | SC Blue Star Wien (N)            | 26  | 4  | 3 | 19 | 023:800 | 0,29  | 11     |
| Stand: Endstand. Quelle: Austria Soccer, RSSSF |                                  |     |    |   |    |         |       |        |

| (N) | Neuaufsteiger der Saison 1920/21 |

Aufsteiger in die Zweite Klasse Nord
- 3. Klasse Nord: SV Donau Wien, SC Baumgarten, Favoritner FK Sturm. SV Straßenbahn Wien

Aufsteiger in die Zweite Klasse Süd
- 3. Klasse Süd: SC Bewegung XX, SC Phönizia Wien, SC Neubau, SC Nicholson Wien

## Meisterschaften in den Bundesländern

### Turnier im Burgenland
Im Burgenland wurde ein inoffizielles Turnier ausgetragen mit folgenden Teilnehmern:
- SC Bernstein
- SC Fürstenfeld aus der Steiermark
- SC Großpetersdorf
- SV Oberwart
- SV Pinkafeld

Der SV Oberwart konnte das Turnier mit sieben Siegen aus acht Spielen gewinnen.

### 1. Klasse Kärnten
Bei der 1. Klasse Kärnten ist nur die Reihung der Vereine bekannt:
Abschlusstabelle
| Pl.                            | Verein                       | Sp. | S | U | N | Tore | Quote | Punkte |
| ------------------------------ | ---------------------------- | --- | - | - | - | ---- | ----- | ------ |
| 1.                             | Klagenfurter AC              |     |   |   |   |      |       |        |
| 2.                             | Amateur-SK Klagenfurt        |     |   |   |   |      |       |        |
| 3.                             | Klagenfurter Turnverein      |     |   |   |   |      |       |        |
| 4.                             | Villacher SV                 |     |   |   |   |      |       |        |
| 5.                             | Kaufmännischer SK Klagenfurt |     |   |   |   |      |       |        |
| 6.                             | SK Vorwärts Klagenfurt       |     |   |   |   |      |       |        |
| Stand: Endstand. Quelle: RSSSF |                              |     |   |   |   |      |       |        |

Aufsteiger
- Deutscher SK Villach
- Klagenfurter SV

2. Klasse
Die 2. Klasse Kärnten wurde im Herbst in zwei Gruppen ausgetragen, Gruppe A und Gruppe B.
Abschlusstabellen
Gruppe A
| Pl.                            | Verein                          | Sp. | S | U | N | Tore    | Quote | Punkte |
| ------------------------------ | ------------------------------- | --- | - | - | - | ------- | ----- | ------ |
| 1.                             | Villacher SV II                 | 4   | 4 | 0 | 0 | 015:100 | 15,00 | 08     |
| 2.                             | Kaufmännischer SK Klagenfurt II | 4   | 2 | 1 | 1 | 011:100 | 1,10  | 05     |
| 3.                             | Amateure SK Klagenfurt II       | 4   | 2 | 0 | 2 | 011:800 | 1,38  | 04     |
| 4.                             | Klagenfurter SV                 | 4   | 1 | 1 | 2 | 005:110 | 0,45  | 03     |
| 5.                             | Deutscher SK Villach            | 4   | 0 | 0 | 4 | 004:160 | 0,25  | 0      |
| Stand: Endstand. Quelle: RSSSF |                                 |     |   |   |   |         |       |        |

Gruppe B
In der Gruppe B, von der keine Ergebnisse oder Tabelle gibt, trafen folgende Mannschaften aufeinander:
- AAK Villach
- Lienzer SK
- SK Sturm St. Ruprecht/Klagenfurt
- Klagenfurter Turnerbund
- MSK

### 1. Klasse Niederösterreich
Landesmeister von Niederösterreich wurde der SV Korneuburg 1902.
Abschlusstabelle
| Pl.                                 | Verein                   | Sp. | S  | U | N  | Tore    | Quote | Punkte |
| ----------------------------------- | ------------------------ | --- | -- | - | -- | ------- | ----- | ------ |
| 1.                                  | SV Korneuburg 1902       | 18  | 13 | 4 | 1  | 053:150 | 3,53  | 30     |
| 2.                                  | SV Stockerau 07 (M)      | 18  | 11 | 5 | 2  | 048:160 | 3,00  | 27     |
| 3.                                  | SV Atzgersdorf           | 18  | 10 | 5 | 3  | 037:260 | 1,42  | 25     |
| 4.                                  | ASK Liesing              | 18  | 9  | 3 | 6  | 034:260 | 1,31  | 21     |
| 5.                                  | 1. Wiener Neustädter SC  | 18  | 7  | 4 | 7  | 032:190 | 1,68  | 18     |
| 6.                                  | VfB Union Mödling        | 18  | 6  | 4 | 8  | 025:360 | 0,69  | 16     |
| 7.                                  | Klosterneuburger SV (N)  | 18  | 5  | 3 | 10 | 018:380 | 0,47  | 13     |
| 8.                                  | 1. St. Pöltner SC        | 18  | 2  | 7 | 9  | 016:360 | 0,44  | 11     |
| 9.                                  | 1. Guntramsdorfer SV (N) | 18  | 2  | 6 | 10 | 018:440 | 0,41  | 10     |
| 10.                                 | Badener AC               | 18  | 3  | 3 | 12 | 022:470 | 0,47  | 09     |
| Stand: Endstand. Quelle: NFV, RSSSF |                          |     |    |   |    |         |       |        |

| (M) | Meister der 1. Klasse Niederösterreich |
| (N) | Neuaufsteiger der Saison 1920/21       |

Aufsteiger
- SC St. Andrä/Wördern
- ASK Marienthal

### Oberösterreicher 1. Klasse
Im Vorjahr spielten die oberösterreichischen Vereine noch in der gemeinsamen Liga Oberösterreich-Salzburg mit Salzburger Vereine. Nachdem die erste ausgeführte Meisterschaft 1918/19 für ungültig erklärt wurde, wurde somit in diesem Spieljahr der Landesmeister erstmals in einer reinen oberösterreichischen Landesklasse ermittelt. Durch die Aufstockung der 1. Klasse auf sieben Vereine in der Folgesaison gab es keinen Absteiger.
Abschlusstabelle
| Pl.                                 | Verein                    | Sp. | S | U | N | Tore    | Quote | Punkte |
| ----------------------------------- | ------------------------- | --- | - | - | - | ------- | ----- | ------ |
| 1.                                  | SK Vorwärts Steyr (M) (U) | 8   | 7 | 0 | 1 | 024:800 | 3,00  | 14     |
| 2.                                  | Welser SC 1912 (U)        | 8   | 6 | 1 | 1 | 026:110 | 2,36  | 13     |
| 3.                                  | Linzer ASK (U)            | 8   | 3 | 2 | 3 | 016:130 | 1,23  | 08     |
| 4.                                  | ASK Sparta Linz (N)       | 8   | 1 | 1 | 6 | 005:240 | 0,21  | 03     |
| 5.                                  | SV Urfahr Linz (U)        | 8   | 1 | 0 | 7 | 011:260 | 0,42  | 02     |
| Stand: Endstand. Quelle: OFV, RSSSF |                           |     |   |   |   |         |       |        |

| (M) | Meister der Liga Oberösterreich-Salzburg 1920/21 |
| (N) | Neuaufsteiger der Saison 1920/21                 |
| (U) | Umsteiger der Saison 1920/21                     |

Aufsteiger
- ASK Rapid Linz
- SK Freiheit Steyr

### Salzburger 1. Klasse
Allgemein
Nachdem in der Vorsaison noch eine gemeinsame Liga mit den Vereinen aus Oberösterreich ausgespielt wurde, an der als einziger Vertreter der 1. Salzburger SK 1919 teilnehmen durfte, beschloss der Salzburger Fußballverband mit dieser Saison die Einführung einer eigenen Salzburger Landesklasse. Der 1. SSK 1919 konnte, nachdem ihm der erste Landesmeistertitel der Vereinsgeschichte im Vorjahr kampflos zugefallen war, diesen Titel erfolgreich verteidigen. Mit dem Salzburger AK 1914 stieg nunmehr der älteste Fußballklub des Bundeslandes Salzburg in die Meisterschaft ein. Überraschend gut hielten sich im ersten Spieljahr die Kicker aus Oberndorf, deren 1921 gegründeter Verein der älteste Klub außerhalb der Stadt war. Chancenlos waren hingegen die beiden übrigen Flachgauer Vereine aus Neumarkt und Itzling, das bis 1935 nicht zur Landeshauptstadt gehörte, sondern noch Teil der eigenständigen Gemeinde Gnigl war. Aufgrund des Leistungsgefälles mussten beide Vereine mit Saisonende aus der Liga ausscheiden. Für die Folgesaison wurden keine Neuaufsteiger zugelassen.
Abschlusstabelle
| Pl.                                          | Verein                       | Sp. | S | U | N  | Tore    | Quote | Punkte |
| -------------------------------------------- | ---------------------------- | --- | - | - | -- | ------- | ----- | ------ |
| 1.                                           | 1. Salzburger SK 1919 (M)    | 10  | 8 | 0 | 2  | 049:110 | 4,45  | 16     |
| 2.                                           | Salzburger AK 1914 (N)       | 10  | 7 | 0 | 3  | 053:130 | 4,08  | 14     |
| 3.                                           | Deutscher SV Salzburg (N)    | 10  | 6 | 1 | 3  | 030:290 | 1,03  | 13     |
| 4.                                           | 1. Oberndorfer SK (N)        | 10  | 5 | 1 | 4  | 023:310 | 0,74  | 11     |
| 5.                                           | Itzlinger SK (N)             | 10  | 2 | 0 | 8  | 012:560 | 0,21  | 04     |
| 6.                                           | SK Neumarkt am Wallersee (N) | 10  | 0 | 0 | 10 | 004:190 | 0,21  | 0      |
| Stand: Endstand. Quelle: RSSSF, SalzburgWiki |                              |     |   |   |    |         |       |        |

| (M) | Salzburger Meister der Liga Oberösterreich-Salzburg 1920/21 |
| (N) | Neuaufsteiger der Saison 1920/21                            |

Aufsteiger
- kein Aufsteiger

### Steiermark Meisterschaft
In der Steiermark wurden zwei 1. Klassen-Meisterschaften ausgetragen. Die eine wurde in Graz und Umgebung organisiert, die andere war eine Provinzmeisterschaft.
1. Klasse Graz und Umgebung
Abschlusstabellen
| Pl.                            | Verein            | Sp. | S | U | N | Tore    | Quote | Punkte |
| ------------------------------ | ----------------- | --- | - | - | - | ------- | ----- | ------ |
| 1.                             | Grazer AK         | 6   | 5 | 0 | 1 | 027:400 | 6,75  | 10     |
| 2.                             | SK Sturm Graz (M) | 6   | 5 | 0 | 1 | 023:500 | 4,60  | 10     |
| 3.                             | AAC Graz          | 6   | 0 | 1 | 5 | 002:160 | 0,13  | 01     |
| 4.                             | Amateure Graz (N) | 6   | 0 | 1 | 5 | 002:290 | 0,07  | 01     |
| Stand: Endstand. Quelle: RSSSF |                   |     |   |   |   |         |       |        |

| (M) | Meister der Liga Oberösterreich-Salzburg 1920/21 |
| (N) | Neuaufsteiger der Saison 1920/21                 |

Aufsteiger
- Hakoah Graz

2. Klasse Graz und Umgebung
Abschlusstabellen
| Pl.                            | Verein              | Sp. | S | U | N | Tore    | Quote | Punkte |
| ------------------------------ | ------------------- | --- | - | - | - | ------- | ----- | ------ |
| 1.                             | Hakoah Graz         | 8   | 7 | 1 | 0 | 030:130 | 2,31  | 15     |
| 2.                             | Rapid Graz          | 8   | 5 | 1 | 2 | 027:130 | 2,08  | 11     |
| 3.                             | ASV Gösting         | 8   | 3 | 1 | 4 | 028:210 | 1,33  | 07     |
| 4.                             | Freiheit Eggenberg  | 8   | 3 | 1 | 4 | 020:290 | 0,69  | 07     |
| 5.                             | SC Südbahn          | 8   | 0 | 0 | 8 | 005:290 | 0,17  | 0      |
| 06.                            | Grazer SV 2KGU1 (N) |     |   |   |   |         |       |        |
| Stand: Endstand. Quelle: RSSSF |                     |     |   |   |   |         |       |        |

| (N) | Neuaufsteiger der Saison 1920/21 |

Aufsteiger
- keine Information über Aufsteiger

Provinzmeisterschaft 1. Klasse
Abschlusstabellen
| Gruppe Obersteiermark-West - Deutscher SV Leoben (Meister) - Judenburger AAC (Arbeiter Athletik-Club) - Judenburger SV - Knittelfelder SV - Leobner Amateur SV - Red Star Knittelfeld - SK St. Peter ob Judenburg - TV (Turnverein) Freiheit Leoben - Zeltweger SK | Gruppe Obersteiermark-Ost - AAC (Arbeiter Athletik-Club) Kapfenberg - ATV (Arbeiter Turnverein) Mürzzuschlag - Brucker AAC (Arbeiter Athletik-Club) - Brucker BC (Bicycle-Club) - Kapfenberger SC (Meister) | Gruppe Mittelsteiermark - Feldbacher SV - Gleisdorfer SC - SK Voitsberg - TV (Turnverein) Leibnitz (Meister) |

Halbfinale
| Datum   |             | Ergebnis |                 |
| ------- | ----------- | -------- | --------------- |
| 7. Juli | TV Leibnitz | 0:3      | Kapfenberger SC |

Freilos: Deutscher SV Leoben
Finale
| Datum   |                     | Ergebnis |                 |
| ------- | ------------------- | -------- | --------------- |
| 7. Juli | Deutscher SV Leoben | 3:0      | Kapfenberger SC |

### Tiroler A-Klasse
In der Tiroler A-Klasse konnte der Innsbrucker Turnverein seinen Landesmeistertitel aus dem Vorjahr erfolgreich verteidigen. Im Dezember 1922 erfolgte die Umbenennung des Vereins in SV Innsbruck. Wacker Innsbruck fusionierte mit dem FC Rapid und trat als FC Sturm Innsbruck an.
Abschlusstabelle
| Pl.                                 | Verein                     | Sp. | S | U | N | Tore    | Quote | Punkte |
| ----------------------------------- | -------------------------- | --- | - | - | - | ------- | ----- | ------ |
| 1.                                  | Innsbrucker Turnverein (M) | 3   | 3 | 0 | 0 | 007:000 | ∞     | 06     |
| 2.                                  | FC Rapid Innsbruck         | 3   | 2 | 0 | 1 | 005:200 | 2,50  | 04     |
| 3.                                  | FC Veldidena Innsbruck (N) | 3   | 1 | 0 | 2 | 004:700 | 0,57  | 02     |
| 4.                                  | FC Wacker Innsbruck        | 3   | 0 | 0 | 3 | 000:700 | 0,00  | 0      |
| Stand: Endstand. Quelle: RSSSF, TFV |                            |     |   |   |   |         |       |        |

| (M) | Meister der Tiroler A-Klasse     |
| (N) | Neuaufsteiger der Saison 1920/21 |

Aufsteiger
- Arbeiter TV Innsbruck

### Vorarlberger A-Klasse
Die Vorarlberger A-Klasse konnte der FC Lustenau 07 die Meisterschaft entscheiden.
Abschlusstabelle
| Pl.                            | Verein                 | Sp. | S | U | N | Tore    | Quote | Punkte |
| ------------------------------ | ---------------------- | --- | - | - | - | ------- | ----- | ------ |
| 1.                             | FC Lustenau 07 (M)     | 2   | 2 | 0 | 0 | 005:000 | ∞     | 04     |
| 2.                             | FA Turnerbund Lustenau | 2   | 0 | 0 | 2 | 000:500 | 0,00  | 0      |
| Stand: Endstand. Quelle: RSSSF |                        |     |   |   |   |         |       |        |

| (M) | Meister der Vorarlberger A-Klasse |

Aufsteiger
- kein Aufsteiger